# Michael Baden
Michael M. Baden (New York, 27 juli 1934) is een Amerikaanse arts en forensisch patholoog die bekendstaat om zijn onderzoek naar spraakmakende sterfgevallen en als presentator van het televisieprogramma Autopsy van HBO. Hij was voorzitter van het House Select Committee on Assassinations 'Forensic Pathology Panel' dat de moord op John F. Kennedy onderzocht.

## Carrière
Baden studeerde in 1955 af aan het City College of New York.
Baden behaalde zijn medische graad aan de New York University School of Medicine in 1960.
Baden was de patholoog bij de stad New York van 1978 tot 1979, maar werd door de burgemeester van New York, Ed Koch, uit zijn functie ontslagen, nadat Koch klachten over zijn werk had ontvangen. Baden werd daarna patholoog een paar kilometer verderop in Suffolk County, maar werd ontslagen omdat hij naar verluidt ongepaste opmerkingen had gemaakt over het plegen van de perfecte moord. De beslissing om hem te laten gaan werd kort daarna ingetrokken, omdat de omstandigheden van zijn vermeende opmerkingen onduidelijk waren, maar Baden koos er toch voor de functie te verlaten.
Baden heeft een eigen praktijk voor forensisch pathologisch advies. Hij is adviserend of leidend patholoog en getuige-deskundige in een aantal andere spraakmakende gevallen en onderzoeken. Hij getuigde tijdens het proces tegen O.J. Simpson namens de beklaagde, bij de krijgsraad van sergeant Evan Vela, en namens Phil Spector bij diens moordproces, terwijl de vrouw van Baden de advocaat van Spector was. Hij is ingehuurd om privé-autopsies uit te voeren in een aantal gevallen, waaronder het neerschieten van Michael Brown en de dood van de Americanfootballspeler van de New England Patriots Aaron Hernandez, burgerrechtenadvocaat en politicus Chokwe Lumumba, George Floyd en de Afro-Amerikaanse kunstenaar Ellis Ruley.
Baden was veelvuldig te gast bij Fox News en Fox' satirische avondprogramma Red Eye, waar hij bekendstond als de "Death Correspondent".
Sommige van zijn beweringen werden als controversieel beschouwd, waar hij zich verzette tegen de bevindingen van de dienstdoende lijkschouwer.

## Opvallende zaken

### Jeffrey Epstein
In oktober 2019 werd Baden ingehuurd door de broer van Jeffrey Epstein en observeerde hij de autopsie die door de patholoog van de stad werd uitgevoerd na de dood van Epstein in hechtenis, in een federale gevangenis in New York. Baden betwistte dat de dood van Epstein een zelfmoord was, en beweerde dat drie fracturen in de nek van Epstein meer in overeenstemming waren met moord door wurging en zelden werden gezien bij zelfmoord door ophanging. Zijn mening over de zaak wordt betwist.

### George Floyd
Eind mei 2020 werd Baden, samen met andere artsen, onder wie dr. Allecia M. Wilson van de Universiteit van Michigan, ingehuurd door de familie van George Floyd. De autopsie concludeerde dat de manier van overlijden moord was als gevolg van mechanische asfyxie, wat in strijd is met de autopsie van de patholoog van Hennepin County, die constateerde dat de doodsoorzaak het gevolg was van al bestaande gezondheidsklachten en giftige stoffen in zijn lichaam.

## Privéleven
Michael Baden werd geboren in de New Yorkse borough The Bronx, in een Joods gezin. Zijn eerste huwelijk, dat in 1997 eindigde, was met Judianne Densen-Gerber. Zij is een arts en oprichter van het drugsbehandelingsprogramma Odyssey House; samen hadden ze vier kinderen, Trissa, Judson, Lindsey en Sarah. Baden trouwde later met Linda Kenney, die tijdens een proces als een van de advocaten van Phil Spector diende en Bruce Cutler verving na zijn terugtrekking uit de procedure. Ze hebben vier kinderen.